# Mongar (district)
Mongar (alternatieve spelling Monggar of Mongor) is een van de dzongkhag (districten) van Bhutan. De hoofdstad van het district is Mongar. In 2005 telde het district 37.069 inwoners.
Bumthang · Chukha · Dagana · Gasa · Haa · Lhuntse · Mongar · Paro · Pemagatshel · Punakha · Samdrup Jongkhar · Samtse · Sarpang · Thimphu · Trashigang · Trashiyangste · Trongsa · Tsirang · Wangdue Phodrang · Zhemgang